# 俺らの家まで
「俺らの家まで」（おいらのうちまで）は、日本のミュージシャンである長渕剛の2枚目のシングル曲である。
1979年3月5日に東芝EMIのエキスプレスレーベルから、ファーストアルバム『風は南から』（1979年）と同時リリースされた。
男の浮気をテーマにしたカントリー・ミュージック風の軽快なポップナンバーである。長渕のライブにおいて初めて聴衆が総立ちになった事から初期ライブの定番曲ではあったが、後にライブでの演奏頻度は減っていった。しかし1988年以降は再び演奏頻度が高くなっている。
ファーストアルバムの他、ベスト・アルバム『FROM T.N.』（1983年）、『いつかの少年』（1994年）、『Tsuyoshi Nagabuchi All Time Best 2014 傷つき打ちのめされても、長渕剛。』（2014年）などに収録されている。

## 録音
アルバム『風は南から』のレコーディング時、本来は1978年12月中にすべての録音が終了する予定であったが、この曲のみ録音が間に合わず、翌1979年1月6日まで持ち越された経緯がある。

## 音楽性
音楽情報サイト『CDジャーナル』では、「浮気を認めた上で恋人に「機嫌なおして」と歌いかけるライト・ポップ・ナンバー。フィドルやバンジョーなどを駆使したカントリー＆ウェスタン調の軽快なバッキング」、「女好きな男が“浮気の一つくらいするもんさ”と開き直りながらも、機嫌直して家まで来てと懇願する。昭和な恋愛観とカントリー風な曲風」と表記されている。

## リリース
1979年3月5日に東芝EMI／エキスプレスよりリリースされた。
ファーストアルバム『風は南から』（1979年）のシングルカットであり、アルバムと同時リリースであった。
B面曲の「ジャック・エンジェル」はアルバム未収録となった。

## 批評
| 専門評論家によるレビュー | 専門評論家によるレビュー |
| レビュー・スコア         | レビュー・スコア         |
| 出典                     | 評価                     |
| ------------------------ | ------------------------ |
| CDジャーナル             | 肯定的                   |

音楽情報サイト『CDジャーナル』では、「カントリー＆ウェスタン調の軽快なバッキングと実は一言も謝っていない歌詞がよくマッチしている」、「昭和な恋愛観とカントリー風な曲風がほのぼのとさせ、ファルセットも純朴で懐かしさを感じる」と評されている。

## ライブ・パフォーマンス
- この楽曲を初めてライブで演奏した時に、それまで座って演奏を聴いていた観客が総立ちになったという逸話がある。以来、初期の頃は頻繁にライブでも演奏されていたが、長渕本人の声質、音楽性の変化と共に長らくライブでは演奏されなくなった。後の1988年6月19日の東京ドーム公演[4]や1992年5月15日の東京ドーム公演[5]にて演奏された後は、再び定番の楽曲として演奏される機会が増え、ライブでの演奏率は16位となっている[6]。
- ライブでは歌詞中の「機嫌なおして」の部分の後に、ファンが「ツヨシー!」と叫ぶのが恒例となっている。
- 本作に関するテレビ出演は、日本テレビ系音楽番組『コッキーポップ』（1977年 - 1982年）に1月28日に出演し「いつものより道もどり道」、「俺らの家まで」を演奏した。

## カバー
素人時代の柳葉敏郎が、オーディション番組『スター誕生!』（1971年 - 1983年、日本テレビ系列）のテレビ予選（1979年9月23日放送分）で同楽曲を歌唱。しかし、合格ラインである300点に達せず、挑戦者全員（柳葉を含めて5人。柳葉以外は女性）が失格だったため、司会者の萩本欽一から「バンザーイ、無しよ!」のギャグを受けた。これが劇団ひまわりの目に留まり入団、俳優としての第一歩を切った。

## シングル収録曲
| 全作詞・作曲: 長渕剛。 |                          |           |            |          |      |
| #                      | タイトル                 | 作詞      | 作曲・編曲 | 編曲     | 時間 |
| 1.                     | 「俺らの家まで」         | 長渕剛    | 長渕剛     | 石川鷹彦 | 3:23 |
| 2.                     | 「ジャック・エンジェル」 | 長渕剛    | 長渕剛     | 石川鷹彦 | 3:13 |
| 合計時間:              | 合計時間:                | 合計時間: | 6:36       |          |      |

## スタッフ・クレジット

### 参加ミュージシャン
- ロバート・ブリル - ドラムス
- 石川鷹彦 - アコースティックギター、エレクトリックギター、フラットマンドリン、バンジョー
- 鈴木茂 - エレクトリックギター
- 後藤次利 - エレクトリックベース
- 武川雅寛 - フィドル
- 尾崎孝 - ペダルスティールギター
- 澁井博 - ローズ・ピアノ

### スタッフ
- 陣山俊一 - ディレクター（ユイ音楽工房）
- 山里剛 - ディレクター（ヤマハ音楽振興会）
- 米田恵一 - ディレクター（東芝EMI）
- 石塚良一 - エンジニア
- 糟谷銑司 - マネージメント

## 収録作品
スタジオ音源
- 『風は南から』（1979年）
- 『夏の恋人』（1981年）
- 『FROM T.N.』（1983年）
- 『いつかの少年』（1994年）
- 『SINGLES Vol.1 (1978〜1982)』（1997年）
- 『Tsuyoshi Nagabuchi All Time Best 2014 傷つき打ちのめされても、長渕剛。』（2014年）

ライブ音源
- 『長渕剛LIVE』（1981年）
- 『SUPER LIVE IN 西武球場』（1983年）
- シングル「巡恋歌'92」カップリング（1992年） - 1992年5月15日の東京ドーム公演「LIVE'92 JAPAN」から収録されている。
- 『長渕剛 ALL NIGHT LIVE IN 桜島 04.8.21』（2004年）

ライブ映像
- 『SUPER LIVE IN 西武球場』（1983年）
- 『LIVE'92 "JAPAN" IN TOKYO DOME』（1992年）
- 『LIVE "いつかの少年"』（1996年）
- 『SAKURAJIMA』（2004年）